# Брёккау
Брёккау (нем. Bröckau) — община в Германии, в земле Саксония-Анхальт. 
Входит в состав района Бургенланд. Подчиняется управлению Дройсигер-Цайтцер Форст.  Население составляет 390 человек (на 31 декабря 2006 года). Занимает площадь 7,90 км².
Община подразделяется на 4 сельских округа.